# Gabapentine
La gabapentine, molécule chimique dérivé de l'acide γ-aminobutyrique, est un médicament commercialisé sous le nom commercial de Neurontin ou génériques.
Il est utilisé en médecine humaine comme antiépileptique, antalgique, co-analgésique et étudié comme anxiolytique en prescription hors AMM (off-label). En médecine vétérinaire, il est utilisé comme antalgique contre les douleurs neuropathiques et comme anxiolytique avant un évènement stressant.

## Mode d'action
La gabapentine, bien que structurellement dérivée de l'acide γ-aminobutyrique (ou GABA), agit de façon différente de ce dernier ou de ses analogues tels que le valproate, les barbituriques ou les benzodiazépines. En effet, la gabapentine n'a aucune activité sur les récepteur GABAA, GABAB ou GABAC. Elle augmente toutefois la synthèse du GABA et bloque faiblement son métabolisme en inhibant l'enzyme GABA-transaminase. En revanche, elle se lie spécifiquement aux sous-unités de type α2δ des canaux calciques voltage-dépendants, ce qui induit leur dérégulation. C'est seulement la liaison à l'isoforme α2δ-1 qui provoque une activité pharmacologique. La gabapentine n'agit pas comme un bloquant des canaux calciques, mais intervient sur le rôle régulateur de la sous unité α2δ-1 en réduisant l'export de ces canaux à la membrane plasmique, en atténuant aussi leur activation et en empêchant  l'interaction de ces canaux à d'autre protéines comme les récepteur NMDA, les neurexines, et les thrombospondines,. La gabapentine a donc des effets neurologiques multiples. La gabapentine est aussi un puissant activateur des canaux potassiques (KCNQ3 et KCNQ5). Cependant, l'activation des canaux potassiques ne serait pas à l'origine des effets pharmacologiques connues de la gabapentine. 
[réf. non conforme][Interprétation personnelle ?]En plus de diminuer relargage de certains neurotransmetteurs dans la fente synaptique (noradrénaline et glutamate essentiellement). L'effet anti-dopaminergique est non significatif, voire l'augmente selon le taux basal. À forte dose la molécule se comporte comme antagoniste faible des récepteurs NMDA. Par cette action anti-glutamate, la gabapentine préviendrait la mort neuronale induite par l'exito-toxicité. La Gabapentine augmente la conductance potassique, s'opposant à l'inhibition de ces canaux par certaines molécules (les neuroleptiques), s'opposant à leurs effets pro-convulsifs (canal hERG  olanzapine et autres psychotropes). Une modulation du canal sodique rapide est plus hypothétique (voir référence 2).

## Historique
Le brevet date de 1977 et l'utilisation médicale (aux États-Unis) de 1993.
Le chiffre d'affaires généré a atteint 3 milliards de dollars en 2004. La politique de marketing des laboratoires Parke-Davis, producteurs de la molécule et encourageant la prescription de cette dernière en dehors des indications reconnues, fait l'objet de deux procès : l'un, intenté par l'État alerté par un lanceur d'alerte, et un autre de type recours collectif, depuis 1996,.

## Utilisation
Sous le nom commercial de Neurontin, la gabapentine est utilisée comme :
- antiépileptique ;
- antalgique, dans le traitement des douleurs neuropathiques telles la neuropathie diabétique et la neuropathie post-herpétique[14], proposée pour le soulagement de la douleur neurotrope associée à la maladie de Lyme (des douleurs chroniques dites neuropathiques surviennent chez 10–15 % des patients victimes d'une neuroborréliose due à Borrelia burgdorferi[15]) ;
- comme co-analgésique à des dérivés morphiniques dans le cadre de douleurs cancéreuses neuropathiques[16] ;
- anxiolytique, off-label dans le cadre du traitement de l'anxiété généralisée (TAG) chez des sujets bipolaires, à l'instar de la prégabaline[17],[18],[19] grâce à son potentiel sédatif[20].
- traitement du syndrome des jambes sans repos, off-label[21]
- traitement du syndrome de l'oreille rouge

En médecine vétérinaire, la gabapentine est utilisée chez le chien et le chat comme hyperanalgésique pour les douleurs neuropathiques. Elle est aussi employée comme anxiolytique chez le chat, ainsi que comme équivalent de la mirtazapine grâce à ses effets orexigènes.

## Contre-indications
Chez le chien et le chat, les troubles rénaux et hépatiques constituent des contre-indications à l'utilisation de la gabapentine[réf. nécessaire].

## Autres usages/effets
La gabapentine est parfois utilisée comme drogue récréationnelle,.
Elle pourrait être utile, à fortes doses, dans la prise en charge de la dépendance à l'alcool, réduisant le syndrome de sevrage.